# Stora Åby distrikt
Stora Åby distrikt är ett distrikt i Ödeshögs kommun och Östergötlands län. 
Distriktet ligger öster och sydost om Ödeshög. 

## Tidigare administrativ tillhörighet
Distriktet inrättades 2016 och utgörs av socknen Stora Åby i Ödeshögs kommun.
Området motsvarar den omfattning Stora Åby församling hade vid årsskiftet 1999/2000.